# Chaetogonopteron anae
Chaetogonopteron anae är en tvåvingeart som beskrevs av Wang, Yang, Gootaert 2005. Chaetogonopteron anae ingår i släktet Chaetogonopteron och familjen styltflugor. Inga underarter finns listade i Catalogue of Life.